# Joseph Talon
Pour les articles homonymes, voir Talon.
Joseph Talon (1794-1872), natif du hameau de Croagnes à Saint-Saturnin-lès-Apt, eut l'idée de planter des glands, provenant des chênes truffiers, dans une de ses terres au début du XIXe siècle. Une décennie plus tard, les jeunes chênes lui donnaient une importante récolte de truffes noires. Il renouvela son expérience et comprit qu'il y avait une symbiose entre truffe et chêne. Il est à ce titre le père de la trufficulture provençale moderne.

## Origine
Deux cousins germains portaient le nom de Joseph Talon. Un Joseph Talon (1781-1847) du hameau de Clavaillan, près de Roussillon, qui était fils de Pierre Talon (1745-1814) et Marie-Rose Hygoulin, et l'autre Joseph (1794-1872), fils de Joseph-Toussaint Talon (1757-1834) et de Marie-Anne Tamisier, originaire de Croagnes. C'est ce dernier qui aurait découvert l'importance des chênes pour les truffes. Mais leur mise en culture suivant les témoignages d'époque recueillis en 1875, remontaient soit à l’an X de la République française soit à 1810, 1814 ou 1815.

## Découverte
Il est pourtant convenu que Joseph Talon, qui possédait une garrigue, au pied des monts de Vaucluse, y planta, en 1808, des glands qu'il avait recueillis dans une truffière. Une dizaine d'années plus tard, alors qu'il cavait avec son cochon, celui-ci sortit de cette terre plusieurs kilos de rabasses noires. Cette belle récolte de truffes l'incita à continuer. Il acheta de mauvaises terres et les ensemença de glands.

## Les premiers plants mycorhizés

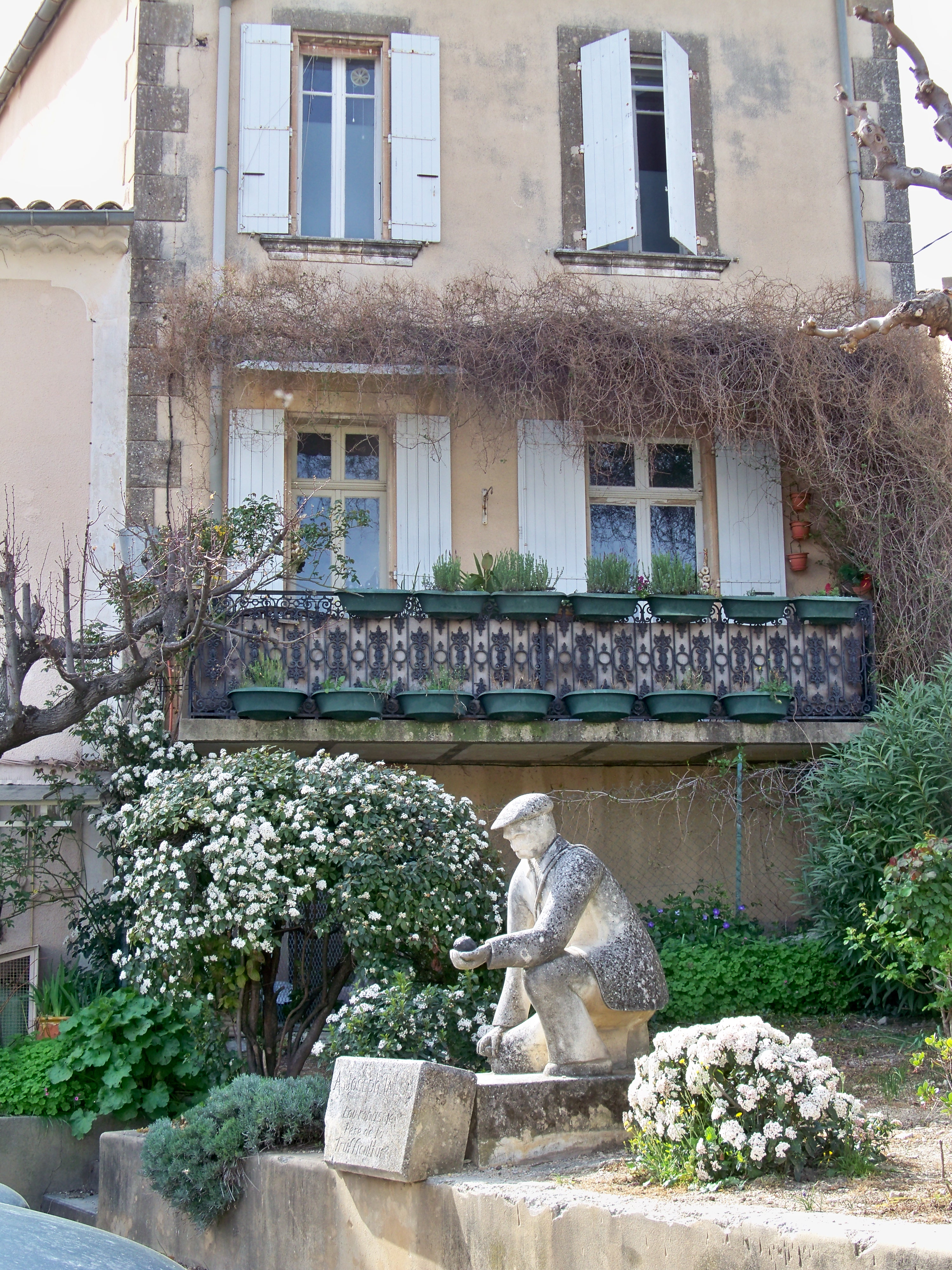
Joseph Talon présentant une truffe.

Le succès fut au rendez-vous. Joseph Talon s’enrichit, ce fut le courtier du marché d’Apt qui vendit la mèche. Talon faisait fortune avec ses truffes. Comme tous l'avaient vu planter des glands, on l'imita. Les contreforts des monts de Vaucluse, se couvrirent de chênes, plus de 200 propriétaires étaient demandeurs et pressés. Joseph Talon vendit alors des plants truffiers, les premiers plans mycorhizés de l’histoire. Ce fut à cette époque qu'on lui attribua ce dicton, sans doute apocryphe, : « Si vous voulez récolter des truffes, semez des glands ».

## Le partenariat d'Auguste Rousseau
La rumeur se répandit jusqu'au marché aux truffes de Carpentras, et arriva jusqu'à Auguste Rousseau, un négociant en truffes, né dans la capitale du Comtat Venaissin en 1808. En 1847, il se fournit auprès de Talon et planta 7 hectares de truffières dans sa propriété au domaine du Pous du Plan. Il obtient ensuite le 1er prix de l'exposition universelle de Paris en 1855 avec ses truffes. La trufficulture était née. 
Au Pous du Plan, Auguste Rousseau avait planté en majorité des chênes verts, alors que son ami Martin-Ravel de Montagnac, dans les Alpes-de-Haute-Provence, avait choisi les chênes blancs. Quant au marquis Olivier des Isnard, de la Société d'Agriculture de Vaucluse, il préféra le pin d'Alep. Invité au château du Martinet, près de Carpentras, pour goûter ces truffes, Rousseau leur reprocha une odeur de résine. 
En 1857, le comice agricole de Carpentras chargea une commission de neuf membres d'aller visiter les plantations d'Auguste Rousseau. Il y fut récolté 17 kilos de truffes en trois heures. Un an plus tard, le marquis des Isnard, au nom de la société d'agriculture, se rendit au Pous du Plan, et sous ses yeux, 25 kilos de truffes furent cavées. 

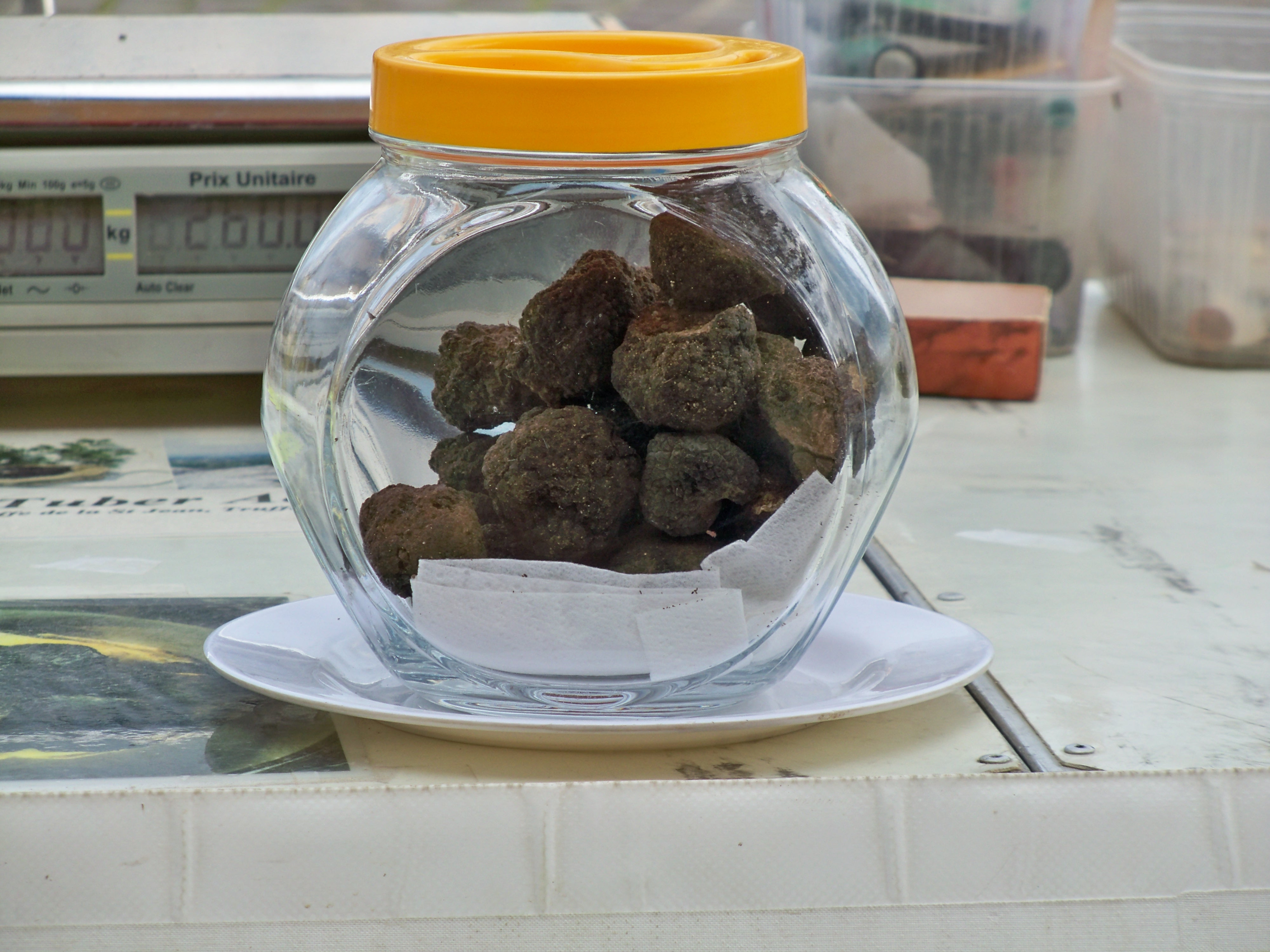
Truffes sur le marché du samedi à Apt.

La Maison Rousseau qui, en 1832, n'avait expédié que 9 000 kilogrammes de truffes, en livrait en 1866, 54 500 kilogrammes. Cette même année, Louis Henri Armand Béhic, ministre de l'Agriculture et du Commerce, invita Barthélemy Bohat, préfet de Vaucluse, à nommer une commission pour aller visiter les truffières autour du mont Ventoux. Cette commission constata « la présence de grandes quantités de truffes de dimension moyenne, bien saines, d'un bon parfum, en un mot de qualité irréprochable ». Elle visita ensuite l'arrondissement d'Apt où s'était développée une importante production. 
Hilarion Talon, fils de Joseph, avait fait fortune. Chaque semaine, il apportait de 15 à 20 kilogrammes sur le marché d'Apt, ayant racheté de nombreux hectares de vigne décimés par le phylloxéra sur le plan de Séoule, dit plaine de Sylla. On sait, qu'en 1875, la commune de Saint-Saturnin, commercialisait six tonnes de truffes. En 1909, il en fut vendu sur le marché d'Apt 35 000 kilogrammes.

## Joseph Talon, père de la trufficulture moderne
Joseph Talon a eu un prédécesseur poitevin. Il s'agit de Pierre Mauléon (1744-1831), meunier à Beuxes qui avait, vers 1790, semé des glands, et obtenu des récoltes de truffes cultivées avant la fin du XVIIIe siècle. Ce qui permet aux trufficulteurs du département de la Vienne de lui donner la paternité de la trufficulture française et de cantonner Joseph Talon comme l'inventeur de la trufficulture provençale. Mais les participants aux deuxièmes rencontres internationales de la truffe qui se sont déroulées à Ménerbes le 19 janvier 2008 ont rendu hommage à Joseph Talon, le père de la trufficulture moderne et rappelé que le Vaucluse est le berceau de celle-ci.